# Rashamba
«Rashamba» — российская металкор-группа, образованная в 2004 году в Зеленограде, Москва.

## История
В 2005 году Rashamba выпустила дебютный сингл «Слёзки», который вошёл во многие сборники альтернативной музыки, а также стал визитной карточкой группы.
В 2006 году группа стала лауреатом премии RAMP, ежегодно вручаемой рок-музыкантам каналом A-ONE, в номинации «Best Underground Act», а также записала саундтрек к игре Rat Hunter.
В 2007 году группа выпустила EP «Расстояния» и сингл «Мир остался ждать», изданные на CD.
За первые годы музыкальной деятельности группа успела отыграть на одной сцене с такими группами как Korea, Neversmile, Tracktor Bowling, Origami, 7000$, Amnezia, а также выступила в качестве разогрева на концерте группы Killswitch Engage в Москве 13 октября 2007 года.
13 апреля 2009 года группа после долгого молчания и перемен в составе выпускает интернет-сингл «Дотянусь до звёзд», а 28 сентября 2009 года выходит первый полноформатный альбом группы, получивший название «Pralavana». В 2010 году выходит клип на песню «Нежнее смерти».
В 2011 году Rashamba выпускает сингл «Воздух», отыгрывает тур "New Breath Pt II - Single Air" по России, Украине и Белоруссии в его поддержку.
24 апреля 2013 года выходит 5-трековый макси-сингл «Заживо». 4 июля 2013 выходит совместный с группой Headsource клип на песню Среди звёзд.
29 ноября 2013 года выходит EP «Маятник времени Pt#2», 15 октября 2014 выходит «Маятник времени Pt#2». В марте 2015 выходит клип на новый трек «Стоны земли».
30 сентября 2016 года Rashamba выступили в качестве специального гостя на концерте Adept в Москве.
В 2019 году Александр Кабзистый и Кирилл Костюшко (ex-Линия) образовали новый проект под названием ISTOVO.

## Состав

### Действующий
- Александр «Kabz» Кабзистый — вокал  (с 2005)
- Евгений «Oldman» Кусто-Боровинский — гитара (с 2009)
- Сергей «Dead» Дедов — барабаны (2008-2012,  с 2017)
- Елизавета «Elizabeth Virus» Колусенко — бас-гитара (c 2025)

### Бывшие участники
- Андрей Кажевич — вокал (2004-2005)
- Сергей «Podshyvalyan» Подшивалин — бас-гитара (2004-2007)
- Алексей «Hougan» — бас-гитара (2007—2008)
- Сергей «Zerg» Рупп — бас-гитара (2009-2012)
- Виталий «VIT» Безенчук — бас-гитара (2012-2014)
- Александр «Nefa» Ландграф — гитара (2004-2007)
- Александр «Henky» Игнатенко — гитара (2004-2010)
- Фёдор «Feu d’or» Локшин — барабаны (2004-2007)
- Степан «Steve» Четвериков – барабаны (2012-2014)
- Евгений «Евгений Игоревич» Овчинников – барабаны (2014-2017)
- Евгений «Хмель» Хмельницкий — бас-гитара (2014-2025)

## Дискография
Альбомы:
- 2009 — Pralavana

EP:
- 2007 — Расстояния
- 2013 — Маятник времени Pt#1
- 2014 — Маятник времени Pt#2

Синглы:
- 2005 — Слёзки
- 2007 — Мир остался ждать
- 2009 — Дотянусь до звёзд
- 2010 — Шаг в неизвестность
- 2011 — Воздух
- 2013 — Заживо
- 2015 — Стоны Земли

Демо:
- 2004 — Demo

Неофициальные live-релизы:
- 2004 — Kurt Cobain Birthday Party
- 2004 — Live In Debarkader

## Клипы
- 2006 - Прости
- 2007 - Рядом с солнцем
- 2008 - Сука
- 2010 - Нежнее смерти
- 2013 - Среди звёзд
- 2013 - Две сплошные
- 2013 - Маятник времени
- 2015 - Стоны Земли